# Bifora
Een bifora, ook een tweelicht of tweelichtvenster genoemd, is een bepaald type venster met een specifieke vorm. Het venster is onderverdeeld in twee openingen die van elkaar worden gescheiden door een kolom of een zuil waarop de twee bogen van beide vensteropeningen rusten. Soms zijn de twee openingen omlijst, waarbij er extra ruimte is ingevoegd tussen de beide bogen die gebruikt wordt voor decoratie, een embleem of een ronde opening.
De zuil van de bifora is een deelzuiltje en kan bestaan uit een basement, een schacht en een kapiteel. Bij een niet al te grote bifora kan het deelzuiltje uit één stuk steen gemaakt zijn, wat dan een monolithische bifora wordt genoemd.  Behalve een deelzuiltje kan er ook gebruikgemaakt zijn van een montant.
Bifora zijn kenmerkend voor de romaanse en gotische periode, waarbij ze veelvuldig werden toegepast in sierlijke ramen en de galmgaten van kerktorens. In de Maaslandse renaissancestijl worden rechthoekige tweelichtvensters toegepast, die door een hardstenen stijl, vaak van Naamse steen, worden gescheiden. Een dergelijk venster is in feite de helft van een kruiskozijn en een variatie op het kloostervenster.

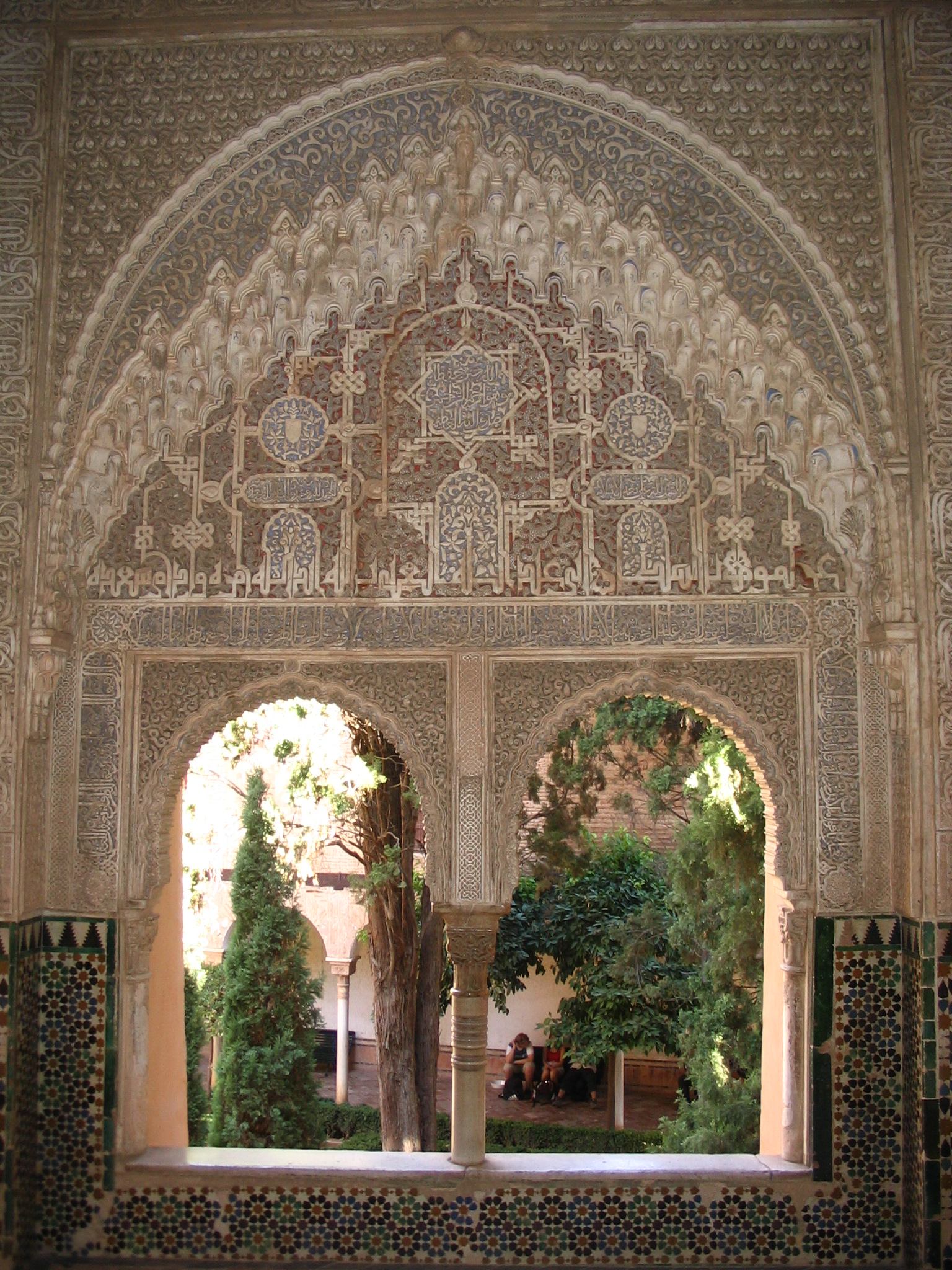
Een Moorse bifora, Alhambra, Granada
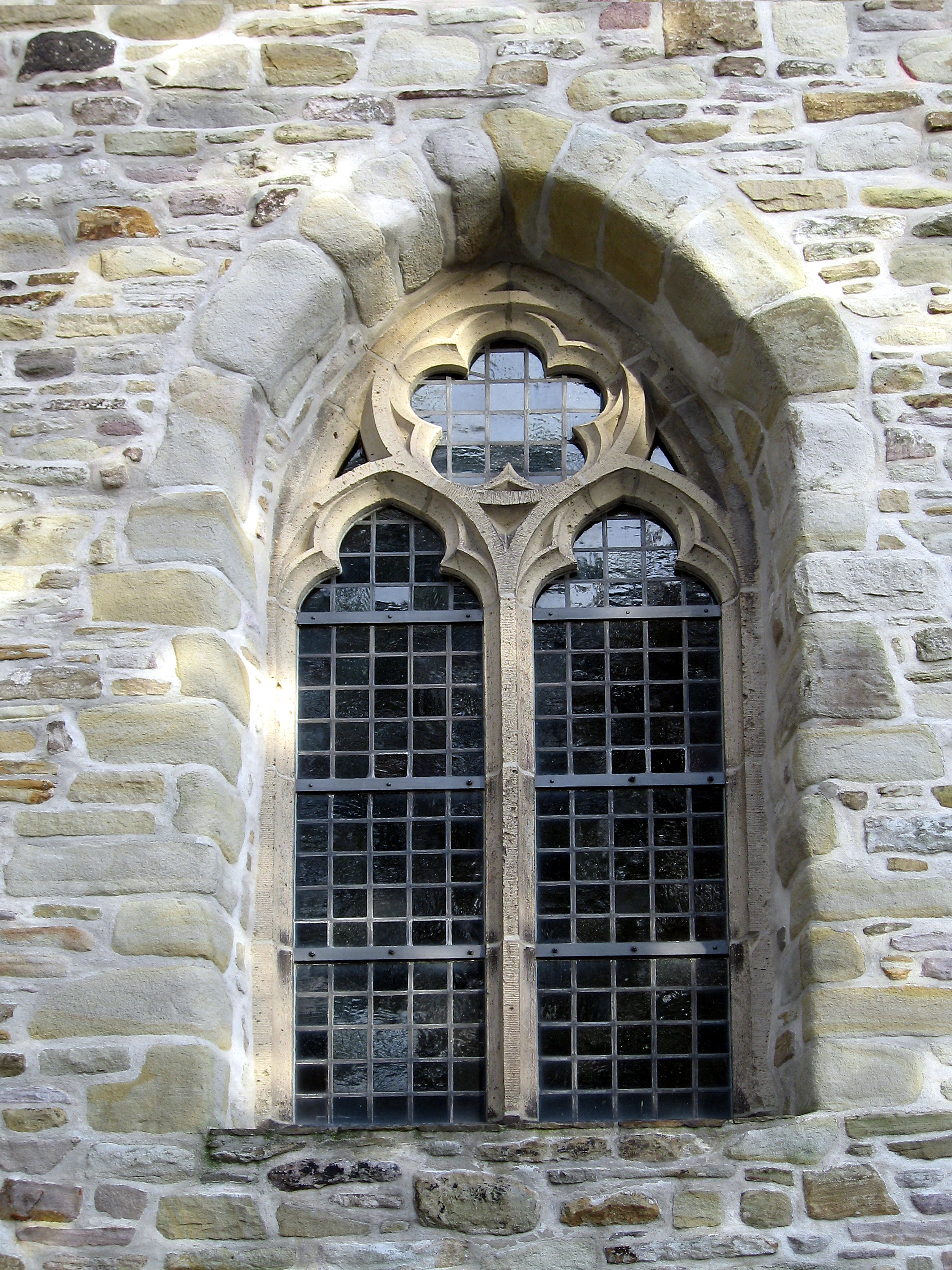
Een gotische bifora
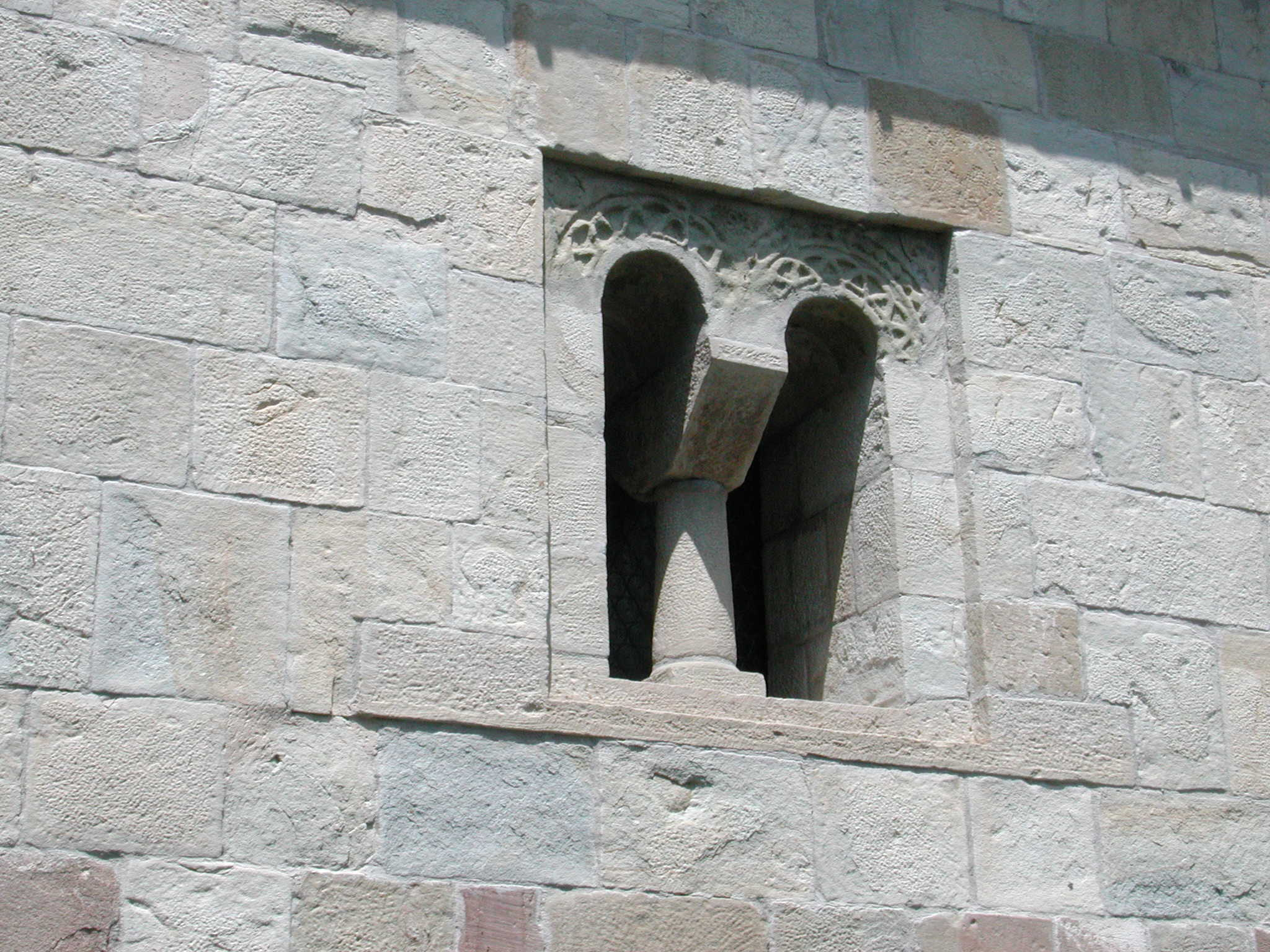
Een romaanse bifora, Casina
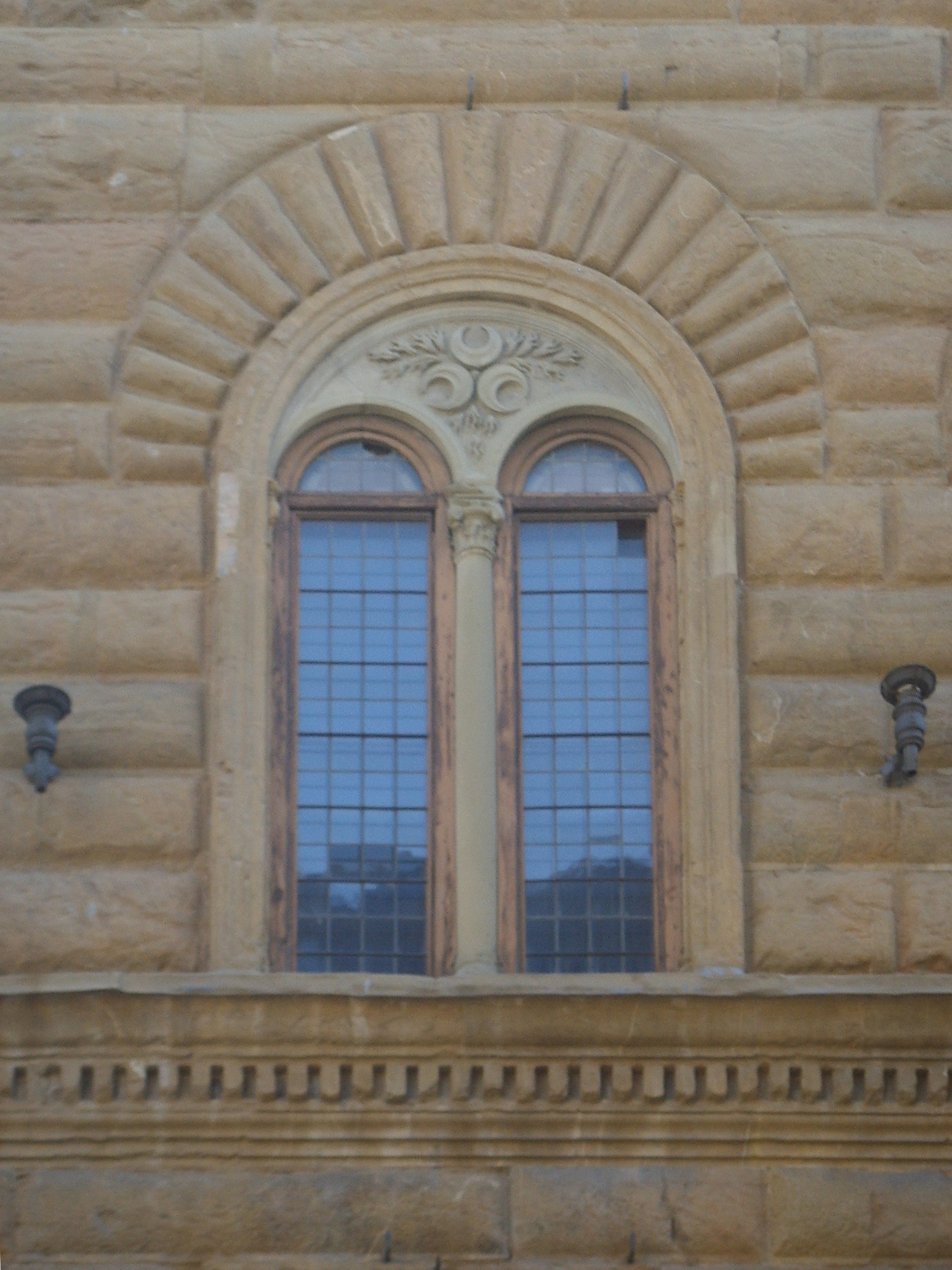
Een renaissance bifora, Palazzo Strozzi, Florence
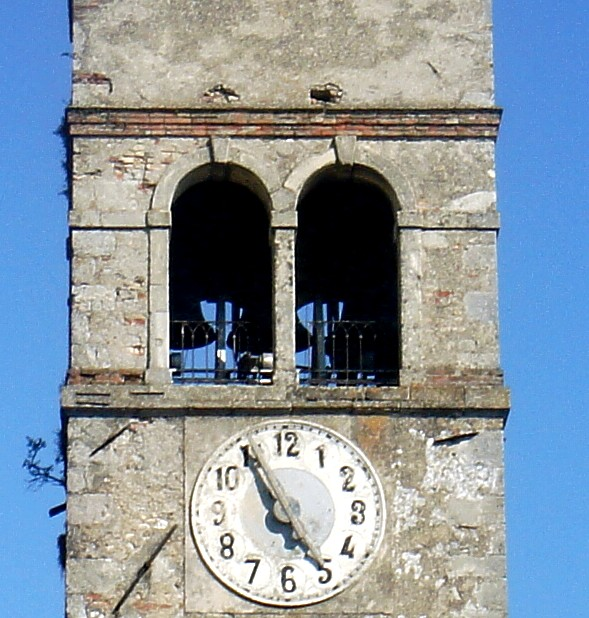
Bifora in middeleeuwse toren, Castello Roganzuolo
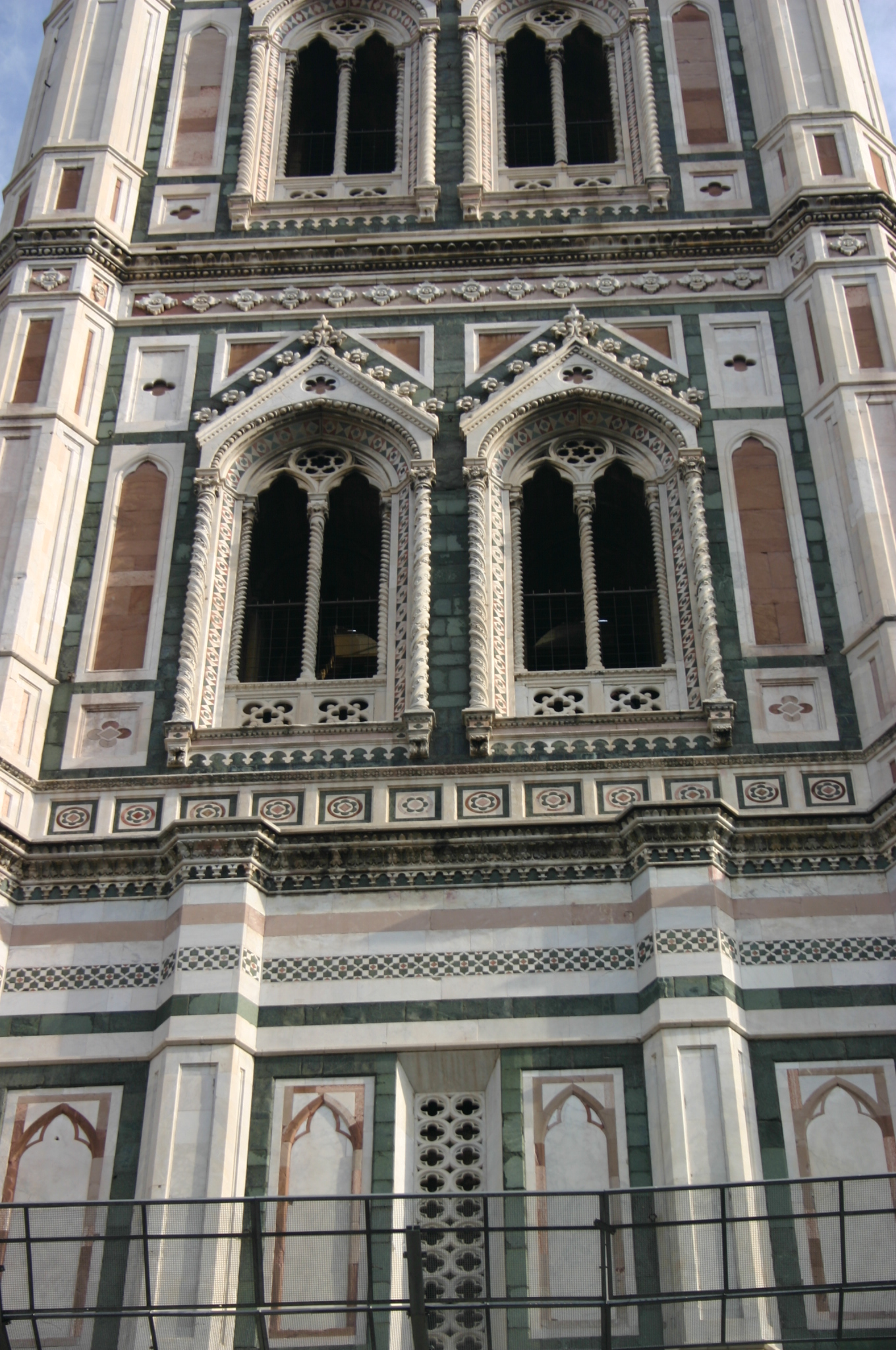
Bifora in Campanile di Giotto, Florence
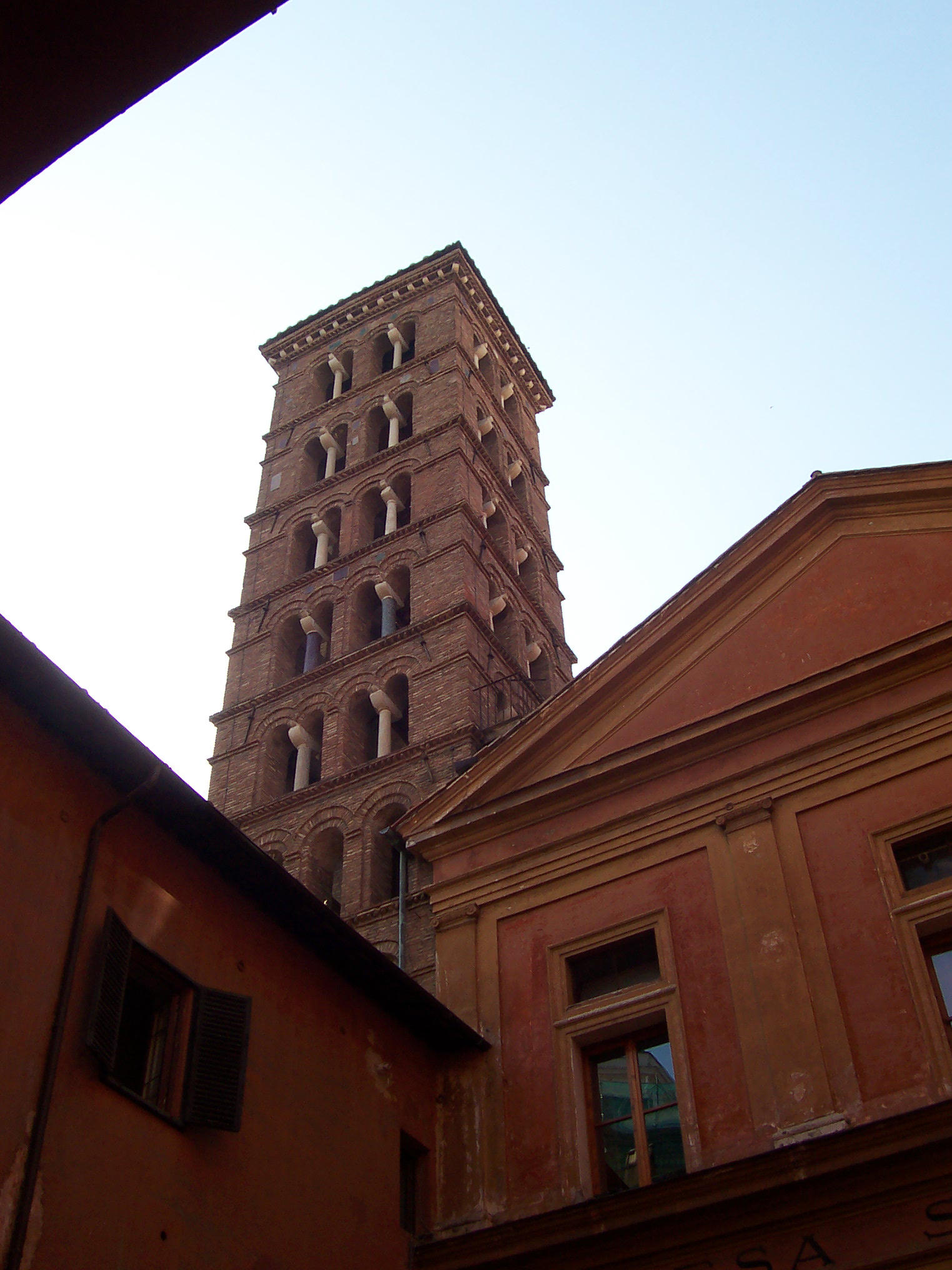
Bifora in klokkentoren San Silvestro in Capite, Rome
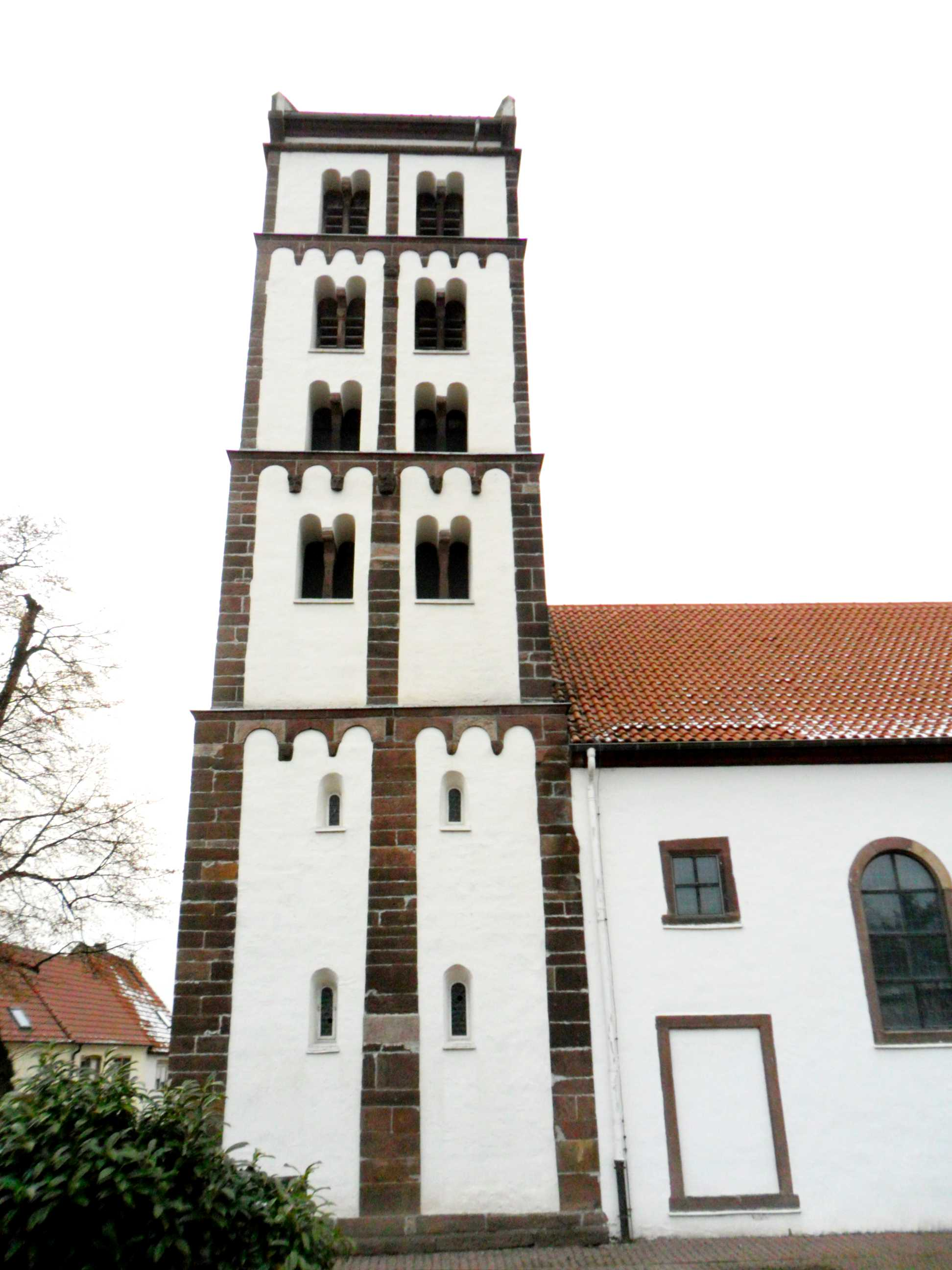
Identieke bifora in de kerktoren van Colgenstein, Rijnland-Palts
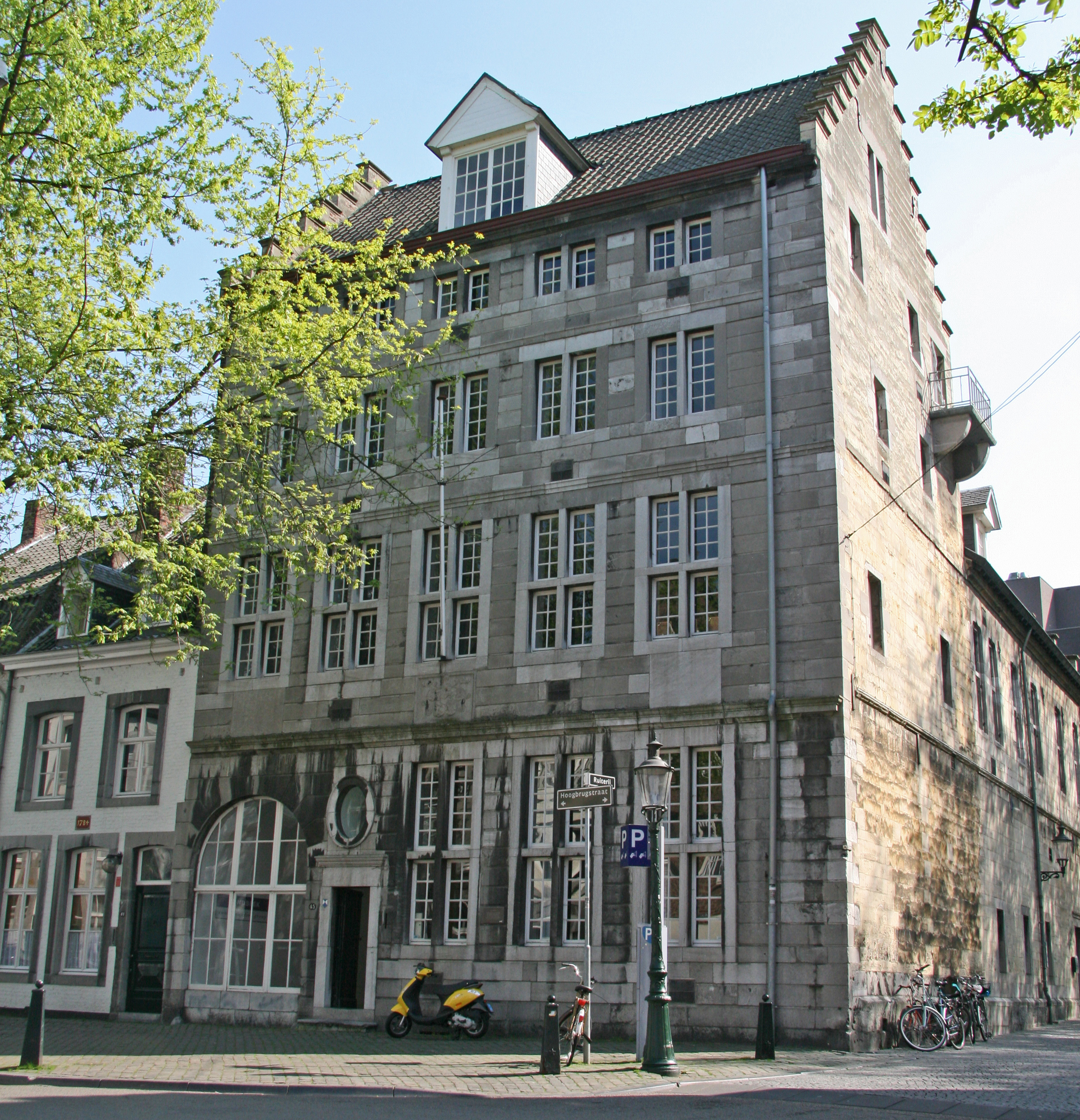
Kruiskozijnen (beneden) en tweelichtvensters (boven), Poort van Beusdael, Maastricht